# Waterville TG
Pour les articles homonymes, voir Waterville.
Waterville TG est une entreprise fabricant des joints d'étanchéité pour automobiles. Il s'agit en 2012 du 9e plus grand employeur en Estrie.
L'entreprise est propriétaire de trois usines situées à Waterville (Québec), Coaticook (Québec) et Petrolia (Ontario).